# Barrita energética

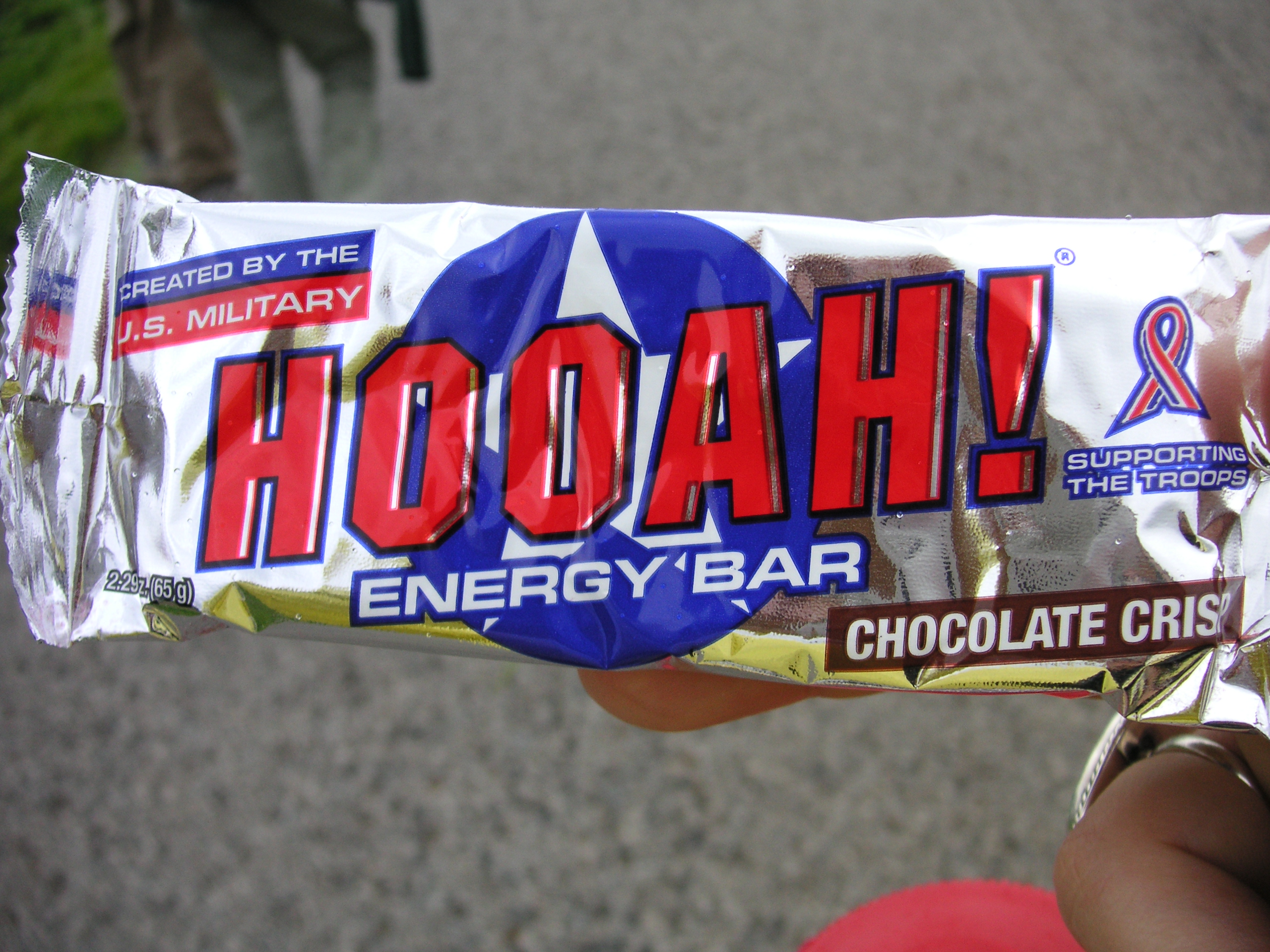
Barrita energética.

Una barrita energética es un suplemento dietético consumido por los atletas y aquellas personas sometidas a un intenso esfuerzo físico que necesiten mantener energías mediante la ingestión de alimentos. Posee principalmente carbohidratos complejos. Algunas barras suelen contener un porcentaje de proteína (generalmente proteína de soja) así como una selección de vitaminas. Suelen tener sabores que recuerdan a las galletas o los muffins, también pueden tener sabor a chocolate o a frutos secos.